# Texas Army National Guard
La Texas Army National Guard è una componente della Riserva militare della Texas National Guard, inquadrata sotto la U.S. National Guard. Il suo quartier generale è situato presso la città di Austin.

## Organizzazione
Attualmente, al 2020, sono attivi i seguenti reparti :

### Joint Forces Headquarters
- JFHQ, Army Element
- Medical Detachment - Austin
- Recruiting & Retention Battalion - Austin
- 6th Civil Support Team (WMD) - Austin

### 71st Troop Command
- Headquarters & Headquarters Company - Austin
- 100th Public Affairs Detachment - Austin
- SOD-A, Special Operations Detachment Africa - Austin
- Company C, 1st Battalion, 19th Special Forces - Austin
- Company C, 5th Battalion, 19th Special Forces - Austin
- Special Forces Group Augmentation Operations Detachment - Austin
- Special Forces Group Augmentation Operations Detachment - Austin
- 4th Battalion, 133rd Field Artillery Battalion (HIMARS) - Sotto il controllo operativo della 45th Field Artillery Brigade, Oklahoma Army National Guard
  -  Headquarters & Headquarters Battery - San Marcos
  -  Battery A - New Braunfels
  -  Battery B - San Marcos
  -  133rd Forward Support Company (-) - San Marcos
    - Detachment 1 - Wichita Falls
- 1st Battalion, 143rd Infantry Regiment (Airborne) - Sotto il controllo operativo della 173rd Infantry Brigade Combat Team (Airborne)
  -  Headquarters & Headquarters Company - Austin
  -  Company A - Huntsville
  -  Company B - Terrell
  -  Company C - Rhode Island Army National Guard
  -  Company D - Austin
  -  143rd Forward Support Company - Austin
- 3rd Squadron, 278th Armored Cavalry Regiment  - Sotto il controllo operativo della 278th  Cavalry Brigade Combat Team, Tennessee Army National Guard
  -  Headquarters & Headquarters Troop - temple 
  -  Troop I - Gatesville 
  -  Troop K - Temple 
  -  Troop L (Tank) - Temple 
  -  Troop H (Forward Support Company), 278th Regimental Support Squadron - Temple

### 36th Infantry Division
- Division Headquarters & Headquarters Battalion
  -  Headquarters & Support Company - Austin
  -  Company A (Operations) - Austin
  -  Company B (Intelligence & Sustainment) - Austin
  -  Company C (Signal) - Austin
  - 36th Infantry Division Army Band - Austin

#### Combat Aviation Brigade, 36th Infantry Division
- Headquarters & Headquarters Company - Del Valle
- Aviation Support Facility #1 - Austin-Bergstrom International Airport
- Aviation Support Facility #2 - Martindale AHP, San Antonio
- Aviation Support Facility #3 - Grand Prairie Army Airfield
- Aviation Support Facility #4 - Ellington Field JRB/Airport, Houston
- 1st Battalion, 149th Aviation Regiment (Attack & Reconnaissance)
  -  Headquarters & Headquarters Company (-) - Houston
  - Company A - Mississippi Army National Guard
  -  Company B - Houston - Equipaggiata con 6 AH-64E 
  -  Company C - Houston - Equipaggiata con 6 AH-64E 
  -  Company D (-) (AVUM) - Houston
  -  Company E (-) (Forward Support) - Houston
- 1st Battalion, 185th Aviation Regiment (Assault Helicopter) - Mississippi Army National Guard
- 2nd Battalion, 149th Aviation Regiment (General Support)
  -  Headquarters & Headquarters Company (-) - Grand Prairie
    - Detachment 3 - San Antonio

  - Company A (CAC) (-) - Arkansas Army National Guard
  -  Company B (-) (Heavy Lift) - Grand Prairie - Equipaggiata con 6 CH-47F 
  -  Company C (-) (MEDEVAC) - San Antonio - Equipaggiata con 5 HH-60M 
  -  Company D (-) (AVUM) - Grand Prairie
    - Detachment 3 - San Antonio

  -  Company E (-) (Forward Support) - Grand Prairie
    - Detachment 3 - San Antonio

  -  Company F (ATS) - San Antonio
  - Company G (MEDEVAC) (-)
- 1st Battalion, 114th Aviation Regiment (Security & Support) - Arkansas Army National Guard
  -  Company B (-) - Equipaggiata con 6 UH-72A
- Company C, 1st Battalion, 108th Aviation Regiment (Assault Helicopter) - Del Valle - Equipaggiata con 10 UH-60M
- Detachment 1, Company B, 1st Battalion, 108th Aviation Regiment (Assault Helicopter) - Austin
  - Detachment 1, HHC, 1st Battalion, 108th Aviation Regiment (Assault Helicopter) - Austin
  - Detachment 1, Company D (AVUM) (-), 1st Battalion, 108th Aviation Regiment (Assault Helicopter) - Austin
  - Detachment 1, Company E (Forward Support) (-), 1st Battalion, 108th Aviation Regiment (Assault Helicopter) - Austin
- Detachment 7, Company B, 2nd Battalion, 641st Aviation Regiment (Fixed Wings) - Austin - Equipaggiato con 1 C-12U
- Detachment 49, Operational Support Airlift Command
- 449th Aviation Support Battalion
  -  Headquarters & Supoort Company - Martindale AHP
  -  Company A (DISTRO) - Martindale AHP
  -  Company B (-) (AVIM) - Austin-Bergstrom IAP
    - Detachment 1 - Mississippi Army National Guard
    - Detachment 2 - Grand Praire AAF
    - Detachment 3 - Ellington Field JRB
    - Detachment 4 - Colorado Army National Guard

  -  Company C (Signal) - Austin-Bergstrom IAP

#### 56th Infantry Brigade Combat Team, 36th Infantry Division
- Headquarters & Headquarters Company - Fort Worth
- 2nd Battalion, 142nd Infantry Regiment
  -  Headquarters & Headquarters Company - Lubbock
  -  Company A - Amarillo
  -  Company B - Grand Praire
  -  Company C - Midland
  -  Company D (Weapons) - Wichita Falls
- 3rd Battalion, 144th Infantry Regiment
  -  Headquarters & Headquarters Company - Fort Worth
  -  Company A - Greenville
  -  Company B - Kilgore
  -  Company C - Seagoville
  -  Company D (Weapons) - Palestine
- 1st Squadron, 124th Cavalry Regiment
  -  Headquarters & Headquarters Troop - Waco
  -  Troop A - Waco
  -  Troop B - Waco
  -  Troop C - Grand Prairie
- 3rd Battalion, 133rd Field Artillery Regiment
  -  Headquarters & Headquarters Battery - El Paso
  -  Battery A - El Paso
  -  Battery B - El Paso
  -  Battery C - El Paso
- 156th Brigade Engineer Battalion
  -  Headquarters & Headquarters Company - Grand Prairie
  -  Company A - Lewisville
  -  Company B - Decatur
  -  Company C (Signal) - Grand Prairie
  -  Company D (Military Intelligence) - Grand Prairie
- 949th Brigade Support Battalion
  -  Headquarters & Headquarters Company - Fort Worth
  -  Company A (DISTRO) - Fort Worth
  -  Company B (Maint) - Fort Worth
  -  Company C (MED) - Grand Prairie
  -  Company D (Forward Support) (Aggregata al 1st Squadron, 124th Cavalry Regiment) - Waco
  -  Company E (Forward Support) (Aggregata al 156th Brigade Engineer Battalion) - Denton
  -  Company F (Forward Support) (Aggregata al 3rd Battalion, 133rd Field Artillery Regiment) - El Paso
  -  Company G (Forward Support) (Aggregata al 2nd Battalion, 142nd Infantry Regiment) - Lubbock
  -  Company H (Forward Support) (Aggregata al 3rd Battalion, 144th Infantry Regiment) - Seagoville

#### 72nd Infantry Brigade, 36th Infantry Division
- Headquarters & Headquarters Company - Houston
- 1st Battalion, 141st Infantry Regiment
  -  Headquarters & Headquarters Company - San Antonio
  -  Company A - San Antonio
  -  Company B - San Marcos
  -  Company C - Fredericksburg
  -  Company D (Weapons) - Hondo
- 3rd Battalion, 141st Infantry Regiment
  -  Headquarters & Headquarters Company - Weslaco
  -  Company A - Brownsville
  -  Company B - Laredo
  -  Company C - Weslaco
  -  Company D (Weapons) - Victoria
- 3rd Battalion, 138th Infantry Regiment, Missouri Army National Guard
- 1st Squadron, 112th Cavalry Regiment
  -  Headquarters & Headquarters Troop - Bryan
  -  Troop A - Taylor
  -  Troop B - Rosenberg
  -  Troop C - Ellington Field JRB
- 1st Battalion, 133rd Field Artillery Regiment
  -  Headquarters & Headquarters Battery - Northwest Houston
  -  Battery A - Lufkin
  -  Battery B - Lufkin
  -  Battery C - Houston
- 172nd Brigade Engineer Battalion
  -  Headquarters & Headquarters Company - Houston
  -  Company A - Houston
  -  Company B - Houston
  -  Company C (Signal) - Houston
  -  Company D (Military Intelligence)
- 536th Brigade Support Battalion
  -  Headquarters & Headquarters Company - Huntsville
  -  Company A (DISTRO) - Houston
  -  Company B (Maint) - Killeen
  -  Company C (MED) - La Marque
  -  Company D (Forward Support) (Aggregata al 1st Squadron, 112th Cavalry Regiment) - Bryan
  -  Company E (Forward Support) (Aggregata al 172nd Brigade Engineer Battalion)
  -  Company F (Forward Support) (Aggregata al 1st Battalion, 133rd Field Artillery Regiment) - Northwest Houston
  -  Company G (Forward Support) (Aggregata al 1st Battalion, 141st Infantry Regiment) - San Antonio
  -  Company H (Forward Support) (Aggregata al 3rd Battalion, 141st Infantry Regiment) - Weslaco
  - Company I, Missouri Army National Guard

### 36th Sustainment Brigade
- Headquarters & Headquarters Company - Temple
- Special Troops Battalion - Temple
  -  Headquarters & Headquarters Company
  -  449th Signal Network Company - Waxahachie
  -  249th Transportation Company (Light-Medium Truck) - Killeen - Sotto il controllo operativo della 1st Cavalry Division
  -  1836th Transportation Company (Heavy Equipment Transport) - El Paso - Equipaggiata con 96 HET con semi-rimorchio
  -  294th Quartermaster Company (Aerial Delivery Support) - Del Valle
  - 149th Personnel HR Company - Wichita Falls
  -  49th Finance Management Company (-) - San Marcos
    - 149th Finance Detachment - San Marcos
    - 249th Finance Detachment - San Marcos

  - 1936th Contingency Contracting Company
    - Headquarters & Headquarters Company - Camp Mabry
    - 1956th Contingency Contracting Team
    - 1972nd Contingency Contracting Team
- 372nd Division Sustainment Support Battalion
  -  Headquarters & Headquarters Company - Dallas
  -  Company A (112th Quartermaster Company) (Composite Supply) - Corsicana
  -  Company B (956th Support Maintenance Company) (-) - Cobb Park
    - Detachment 1 - Red River Army Depot

  -  Company C (1835th Transportation Company) (-) (Composite Truck Light) - Waxahachie
    - Detachment 1 - Marshall
- 111th Multi-functional Medical Battalion
  - Headquarters & Headquarters Detachment - San Antonio
  -  162nd Area Support Medical Company - San Antonio
- 197th Forward Support Company (ABN), 1st Battalion, 19th Special Forces - San Antonio, sotto il controllo operativo dell'USASOC

### 136th Maneuver Enhancement Brigade
- Headquarters & Headquarters Company - Round Rock AFRC
- 625th Signal Network Company - Round Rock
- 436th Chemical Company (-) - Laredo
  - Detachment 1- Round Rock AFRC
- 454th Engineer Company (Clearance) - San Angelo
- 136th Expeditionary Signal Battalion
  -  Headquarters & Headquarters Company - Houston
  -  Company A -
  - Company B - Louisiana Army National Guard
  -  Company C - Houston
- 136th Military Police Battalion
  - Headquarters & Headquarters Detachment - Tyler
  -  236th Military Police Company - San Antonio
  -  606th Military Police Company - El Paso
  -  712th Military Police Company  - Housto

### 176th Engineer Brigade
- Headquarters & Headquarters Company - Grand Prairie
- 111th Engineer Detachment (Clearance) - Abilene AFRC
- 111th Engineer Battalion
  -  Headquarters & Headquarters Company - Abilene
  -  Forward Support Company - Abilene
  -  236th Engineer Company (Vertical Construction) - Stephenville
  -  822nd Engineer Company (Horizontal Construction) - Brownwood
  -  836th Engineer Company (Sapper) - San Angelo
  -  840th Engineer Company (Mobility Augmentation) - Weatherford
  - 211th Engineer Team (Concrete) - Brownwood
- 386th Engineer Battalion
  -  Headquarters & Headquarters Company - Corpus Christi
  -  Forward Support Company - Corpus Christi
  -  272nd Engineer Company (Vertical Construction) - Bastrop
  -  442nd Engineer Company (Mobility Augmentation) - Angleton
  -  551st Engineer Company (Multirole Bridge) - El Campo

### 71st Expeditionary Military Intelligence Brigade
- Headquarters & Headquarters Company - San Antonio
- 236th Signal Company - San Antonio
- 636th Military Intelligence Battalion
  -  Headquarters & Headquarters Company - San Antonio
  -  Company A - Seguin
  -  Company B - San Antonio
- 250th Expeditionary Military Intelligence Battalion, California Army National Guard

### 71st Theater Information Operations Group
- Headquarters & Headquarters Company - Austin
- 101st Information Operations Battalion
  -  Headquarters & Headquarters Company - Austin
  -  Company A - Austin
  -  Company B - Austin
  -  General Support Company - Austin
- 102nd Information Operations Battalion
  -  Headquarters & Headquarters Company - Austin
  -  Company A - Austin
  -  Company B - Austin
  -  General Support Company - Austin

### 136th Regiment, Regional Training Institute
- 1st Battalion
- 2nd Battalion
- 3rd Battalion